# CA Mitre
Club Atlético Mitre ist ein argentinischer Sportverein aus Santiago del Estero, der vor allem für seine Fußballmannschaft bekannt ist. Das Fußballteam wird auch als Aurinegro oder Tigre de la Roca bezeichnet.

## Geschichte
Der Club Atlético Mitre wurde am 2. April 1907 in Santiago del Estero gegründet, nach einem Spiel zwischen den Mannschaften Leones de Mendoza und Tigres de Mitre. Die Tigres gewannen, und zu Ehren des Generals und Präsidenten Bartolomé Mitre wurde dieser Name für den Klub gewählt, dessen Farben Gelb und Schwarz seinen Sieg widerspiegeln.
Mitre hat 65 Meisterschaften gewonnen, darunter 30 vor 1926 in lokalen und interprovinzialen Turnieren, und trat gegen die besten Teams Argentiniens an. In dieser Zeit nahm das Team auch an verschiedenen regionalen Pokalen teil. Seit 1928 hat Mitre 35 offizielle Titel gewonnen und sich durch seinen Erfolg in der Liga Santiagueña ausgezeichnet. 1928 gewann der Verein die argentinische Fußballmeisterschaft, was zum Wachstum des Fußballs in der Provinz beitrug.
Mitre qualifizierte sich 1970 für die zweite Ausgabe der Copa Argentina als regionales Team, schied allerdings in der ersten Runde gegen Ferro Carril Oeste aus. Am 25. Juli 1984 besiegte Mitre River Plate mit 6:3 in einem denkwürdigen Freundschaftsspiel, in dem Julio Barreto einen Hattrick erzielte. Dieses Spiel markierte einen wichtigen Punkt in der Geschichte des Klubs und zeigte, auf hohem Niveau konkurrieren zu können.
Ende der 1990er Jahr spielte Mitre im Torneo Argentina B, der vierten Liga Argentiniens, und stieg 2006 in den Torneo Argentina C ab. Seitdem ging es stetig bergauf mit dem Verein. 2011 folgte der Wiederaufstieg in den Torneo Argentina B und zwei Jahre später in den Torneo Federal A. Seit 2016/17 gelang Mitre ein weiterer Aufstieg. Nach dem gewonnenen Finale im Elfmeterschießen gegen Gimnasia y Esgrima de Mendoza schaffte das Team aus Santiago del Estero den Sprung in die Primera Nacional B, der zweiten Liga des Landes.

## Stadion
Der Verein trägt seine Heimspiele in dem 1919 eröffneten Estadio Doctores José y Antonio Castiglione aus. Das Stadion hat eine Kapazität von 10.500 Zuschauerplätzen und wird alternativ unter dem Namen Estadio Aurinegro geführt.

## Rivalitäten
Der Hauptrivale war lange Zeit der Atlético Santiago, mit dem man sich im Clásico Histórico de Santiago del Estero duellierte. Mit der Fusion von Atlético Santiago mit dem Club Unión zu Club Atlético Unión Santiago verlor die Rivalität an Bedeutung.
Heute ist Central Córdoba, ebenfalls aus Santiago del Estero, Hauptrivale. Das Spiel zwischen den beiden ist als Clásico santiagueño bekannt. Auch zum weiteren Klub aus Santiago del Estero CA Güemes besteht eine Rivalität.

## Weitere Sportarten
Neben Fußball bietet der Klub auch Basketball, Volleyball, Leichtathletik, Rugby, Radsport, Boccia und Cestoball, eine argentinische Variante des Basketballs, an.